# 양러
양러(중국어 간체자: 杨玏, 정체자: 楊玏, 병음: Yáng Lè, 한자음: 양륵, 1987년 3월 2일 ~ )은 중국의 배우이다.

## 학력
- 듀크 대학교 드라마 학과 졸업

## 출연작

### 드라마
- 2015년 후난위성텔레비전 금응독파극장 《금수연화려모험》 - 석호 역
- 2016년 후난위성텔레비전 금응독파극장《무신 조자룡》 - 제갈량 역
- 2016년 후난위성텔레비전 금응독파극장《소장부》 - 리우샤오베이 역
- 2019년 동방 위성 텔레비전 동방극장 《대착파파거유학》 - 손탁비 역
- 2019년 저장 위성 텔레비전 주파극장 《구주표묘록》- 욱달한 역
- 2020년 후난위성텔레비전 금응독파극장 《청평악》 - 한기 역
- 2020년 동방 위성 텔레비전 동방극장 《겨우, 서른》- 천위 역
- 2020년 CCTV-8 황금강당극장 《유금세월》 - 장안롄 역

### 영화
- 대지진 (2010년)
- 초시공동거 (2018년)
- 완벽한 타인: 킬 모바일 (2018년)

### 예능
- 2015년 후난위성텔레비전《쾌락대본영》